# ネオネーリ
ネオネーリ（イタリア語: Neoneli）は、イタリア共和国サルデーニャ自治州オリスターノ県にある、人口約600人の基礎自治体（コムーネ）。

## 地理

### 位置・広がり

#### 隣接コムーネ
隣接するコムーネは以下の通り。括弧内のNUはヌーオロ県所属を示す。
- アルダウーリ
- アウスティス (NU)
- ヌゲードゥ・サンタ・ヴィットーリア
- オルトゥエーリ (NU)
- ソルゴノ (NU)
- ウラ・ティルソ

## 地理

### 位置・広がり

#### 隣接コムーネ
隣接するコムーネは以下の通り。